# Piélagos
Piélagos – gmina w Hiszpanii, w prowincji Kantabria, w Kantabrii, o powierzchni 83,33 km². W 2023 roku gmina liczyła 26 605 mieszkańców.